# Bufé

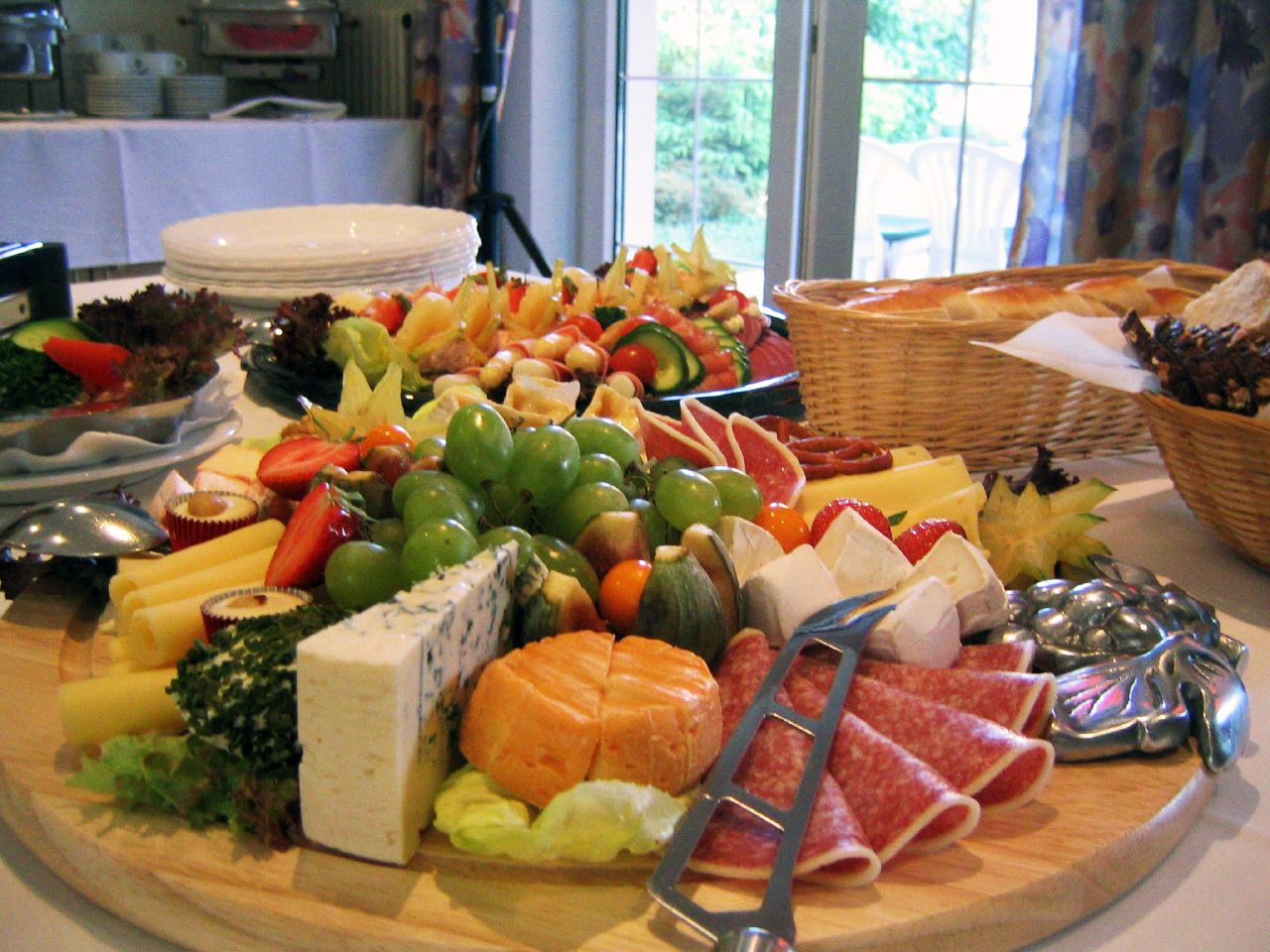
Un bufé variado servido sobre una tabla de madera.

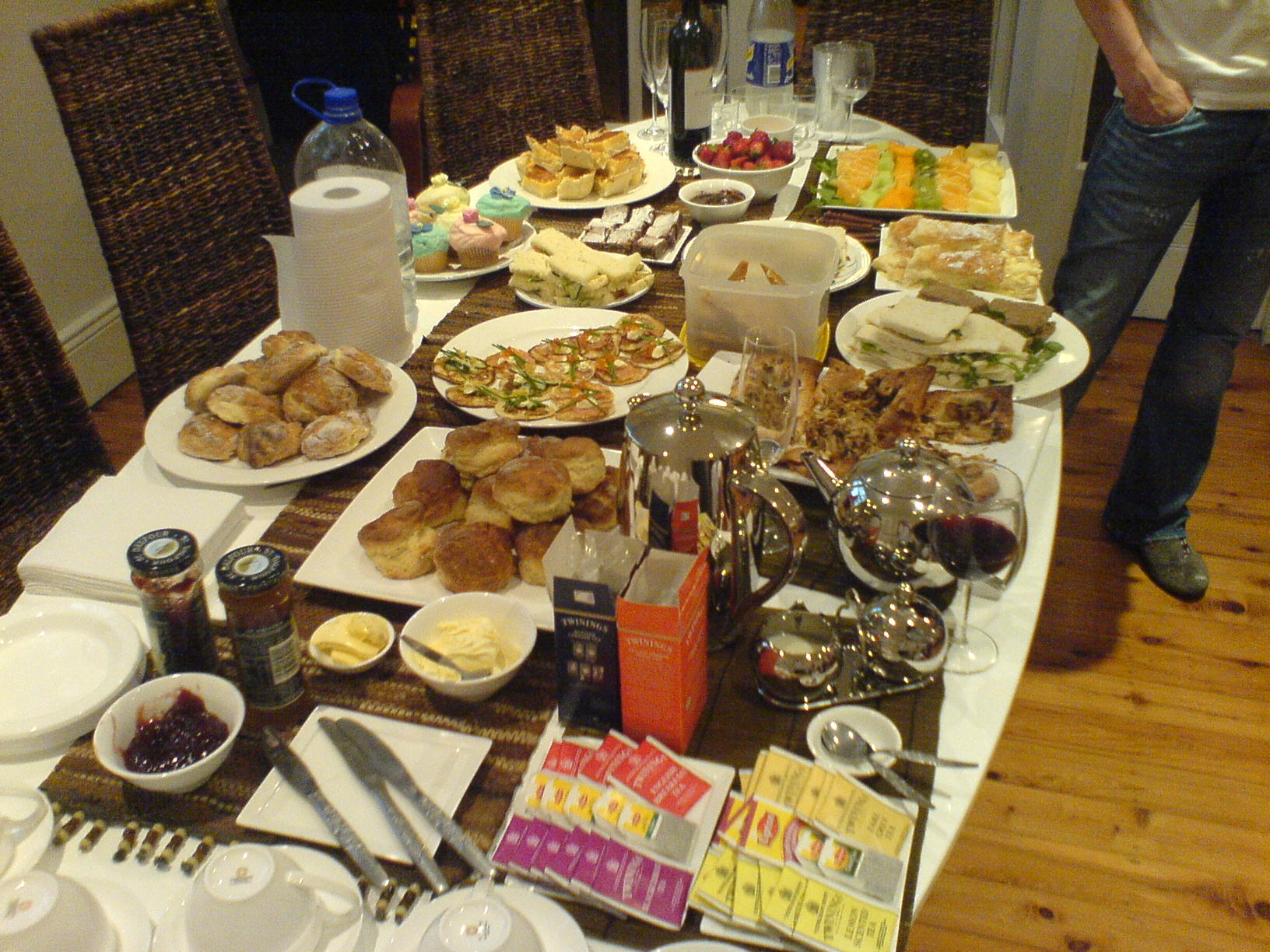
Buffet de smörgåsbord sueco

Un buffet (en francés), bufé, o bufet, es un sistema de servir comidas en el que los alimentos se colocan en un área pública donde los comensales se sirven ellos mismos. Los buffets, una forma de servicio a la francesa, se ofrecen en diversos lugares, incluidos hoteles, restaurantes y muchos eventos sociales. Normalmente, los restaurantes buffet ofrecen comida libre por un precio fijo, pero algunos miden los precios por peso o por número de platos. Los buffets suelen tener algunos o casi todos platos calientes, por lo que se ha desarrollado el término buffet frío (ver Smörgåsbord) para describir los formatos que carecen de comida caliente. Los buffets fríos o calientes generalmente implican vajilla y utensilios, pero un buffet de aperitivos es una serie de alimentos que están diseñados para ser pequeños y consumirse fácilmente solo con la mano, como pastelitos, porciones de pizza, alimentos en palillos de cóctel, etc.
La característica esencial de los distintos formatos de buffet es que los comensales pueden visualizar directamente la comida y seleccionar inmediatamente qué platos desean consumir, y normalmente, también pueden decidir la cantidad de comida que toman. Los buffets son eficaces para atender a un gran número de personas a la vez y suelen verse en entornos institucionales, convenciones empresariales o grandes fiestas.

## Entretenimiento en casa
Como un buffet implica que los comensales se sirvan ellos mismos, en el pasado se ha considerado una forma informal de comer, menos formal que el servicio de mesa. En los últimos años, sin embargo, las comidas tipo buffet son cada vez más populares entre los anfitriones de fiestas de cena en casa, especialmente en hogares donde el espacio limitado complica el servicio de mesas individuales.

### Orígenes
En el siglo XIX la cena, una comida más ligera algunas horas después de la cena principal, muchas veces se servía como un bufet (y así se llamaba), especialmente tarde en la noche en los grandes bailes, dónde no todos los presentes comían al mismo tiempo o en la misma cantidad. Esto se hacía incluso en un edificio muy grande, en un gran baile dónde podía ocurrir que no había suficiente espacio para sentar a todos los invitados al mismo tiempo, o sirvientes para atenderlos en la forma requerida por las costumbres prevalecientes. Habitualmente, por razones similares, también se servía esta manera un gran desayuno inglés cocinado con varias opciones. Incluso cuando había muchos sirvientes disponibles, podía haber un elemento de autoservicio. Originalmente, el término buffet hacía referencia al mueble aparador francés donde se colocaba la comida, pero con el tiempo pasó a aplicarse al formato de servicio.
En los bailes, el "buffet" era también el lugar donde se obtenían las bebidas, ya sea por lacayos que circulaban para atender los pedidos de los invitados, o a menudo por los invitados masculinos. Durante la época victoriana, se volvió habitual que los invitados tuvieran que comer de pie. De hecho, el libro de cocina de John Conrade Cooke, Cookery and Confectionery (Londres: 1824), dice que ya era "la moda del momento". En un informe sobre un baile en 1904, se elogió el cambio de la "habitual cena buffet de pie", en la que los grupos podían reservar mesas.
A los escandinavos les gusta afirmar que la mesa de buffet tiene su origen en la mesa brännvinsbordde mediados del siglo XVI. Esta costumbre tuvo su apogeo a principios del siglo XVIII. El buffet smörgåsbord no aumentó su popularidad hasta la expansión de los ferrocarriles por toda Europa.[cita requerida]
La mesa smörgåsbord era originalmente una comida en la que los invitados se reunían antes de la cena para tomar una bebida antes de la cena, y no era parte de la cena formal que seguía. El buffet smörgåsbord solía celebrarse en salas separadas para hombres y mujeres antes de servir la cena.
El smörgåsbord se hizo conocido internacionalmente como "smorgasbord" en la exposición de la Feria Mundial de Nueva York de 1939, ya que los suecos tuvieron que inventar una nueva forma de mostrar lo mejor de la comida sueca a un gran número de visitantes.[cita requerida]

### Como muestra de riqueza

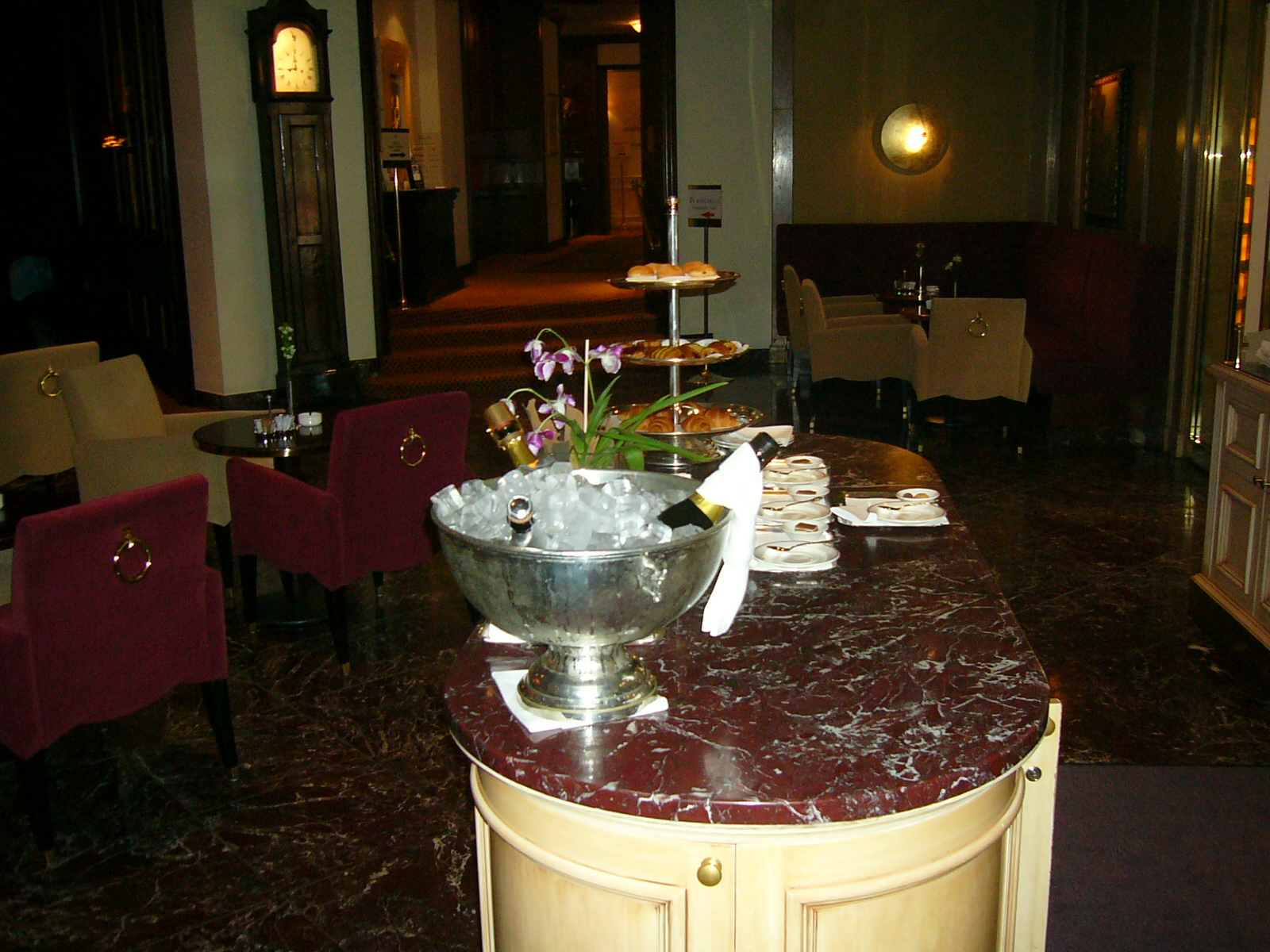
Mueble aparador moderno, utilizado para servir comida.

Si bien la posesión de oro y plata ha sido una medida de solvencia de un régimen, la exhibición de éste, en forma de platos y vasijas, es más bien un acto político y un gesto de consumo conspicuo. El término francés del siglo XVI, buffet, se aplicaba tanto al objeto en sí como al mobiliario sobre el que se montaba, muchas veces cubierto con ricos tejidos, pero con mayor frecuencia, a medida que avanzaba el siglo, la palabra describía un armario elaboradamente tallado coronado por niveles de estantes. En Inglaterra, este tipo de aparador se denominaba court cupboard. Las exhibiciones pródigas de vajilla probablemente se recuperaron por primera vez en la elegante corte de Borgoña y fueron adoptadas en Francia. Las exhibiciones barrocas de plata y oro que se realizaron durante el reinado de Luis XIV de Francia fueron inmortalizadas en pinturas de Alexandre-François Desportes y otros, antes de que la vajilla de Luis y sus muebles de plata tuvieran que ser enviados a la Casa de la Moneda para pagar las guerras al final de su reinado.[cita requerida]
Durante el siglo XVIII se preferían las demostraciones de riqueza más sutiles. El buffet resurgió en Inglaterra y Francia a finales del siglo, cuando los nuevos ideales de privacidad hicieron que un mínimo de autoservicio a la hora del desayuno fuera atractivo, incluso entre aquellos que podrían haber tenido un lacayo detrás de cada silla. En The Cabinet Dictionary de 1803, Thomas Sheraton presentó un diseño neoclásico y observó que "un buffet puede, con cierta propiedad, restaurarse para un uso moderno y resultar ornamental en una sala de desayuno moderna, funcionando como vitrina/depósito de una vajilla de té".

### SigloXX

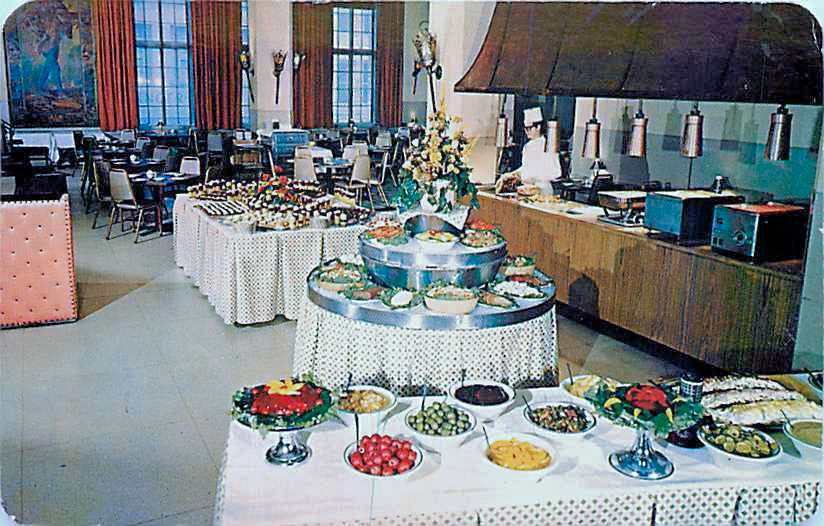
Cena buffet en el Hotel Americus (1955)

En un libro de tareas domésticas de 1922 titulado How to Prepare and Serve a Meal (Cómo preparar y servir una comida), Lillian B. Lansdown escribió:

El concepto de comer en un bufet surgió a mediados del siglo XVII en Francia, cuando los caballeros visitaban las casas de las damas a las que querían cortejar inesperadamente. Su sorpresiva llegada hacía que el personal de cocina entrara en pánico y la única comida que se podía servir era una selección de lo que se encontraba en la cámara frigorífica.
El almuerzo, o almuerzo informal, originalmente era la comida ligera que se comía entre el desayuno y la cena, pero que ahora muchas veces reemplaza a la cena, la hora de moda es la una (o la mitad después si se siguen las cartas), es de dos tipos. El almuerzo "bufet", en el que los invitados comen de pie; y el almuerzo servido en mesas pequeñas, en el que los invitados están sentados...
El cuchillo está prohibido en el almuerzo "bufet", por lo tanto, toda la comida debe presentarse de forma tal que se pueda comer con tenedor o cuchara. Por regla general, los amigos de la anfitriona sirven... Los siguientes platos cubren los elementos esenciales de un almuerzo "bufet". Bebidas: ponche, café, chocolate (servido desde una tetera o en tazas llenas traídas de la despensa en una bandeja); platos principales calientes de varios tipos (servidos en una fuente o bandeja para calentar alimentos) precedidos de caldo caliente; platos principales fríos, ensaladas, langosta, papas, pollo, camarones, con aderezos espesos; panecillos calientes, sándwiches cortados en obleas (lechuga, tomate, jamón endiablado, etc.); pasteles pequeños, cremas congeladas y helados.

El almuerzo informal en mesas pequeñas requiere el servicio de varios camareros, por lo que es preferible el plan "buffet".[cita requerida]

## Variaciones

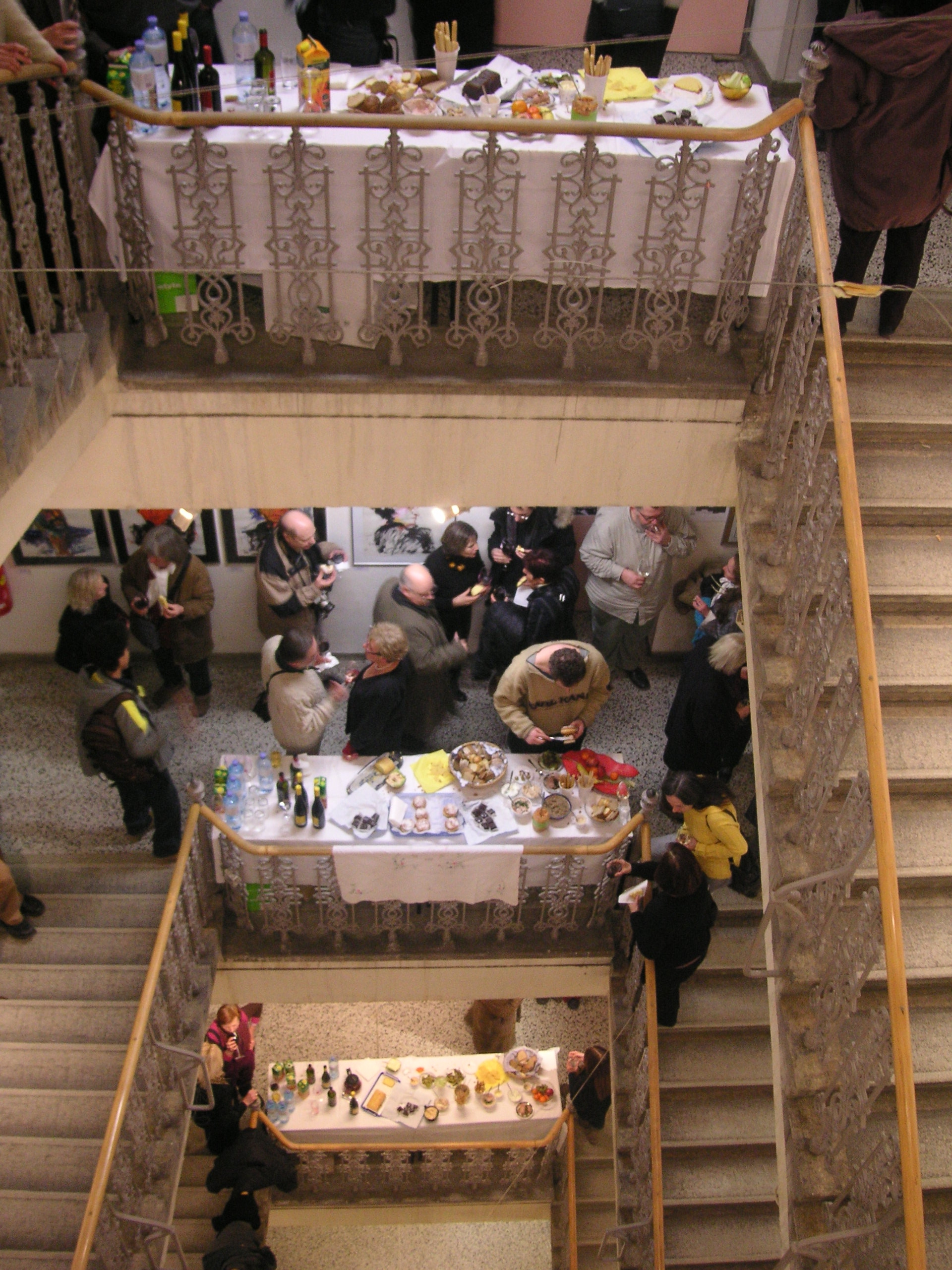
Un pequeño buffet frío en una exposición de una escuela de arte.

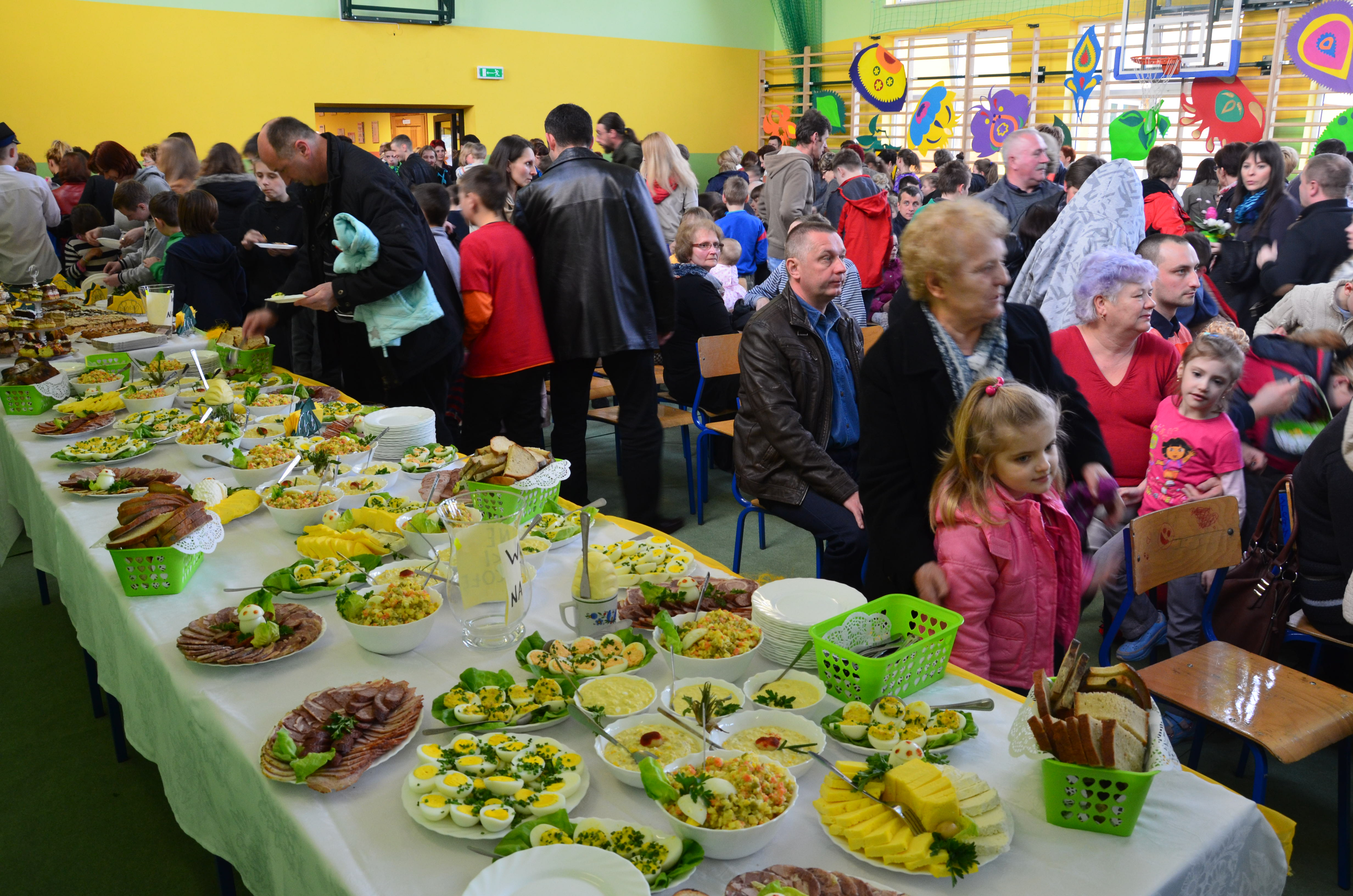
Buffet de celebración de Pascua en una escuela de Polonia: requesón, huevos duros, salchichas, huevos rellenos, pan de centeno y huevos rellenos

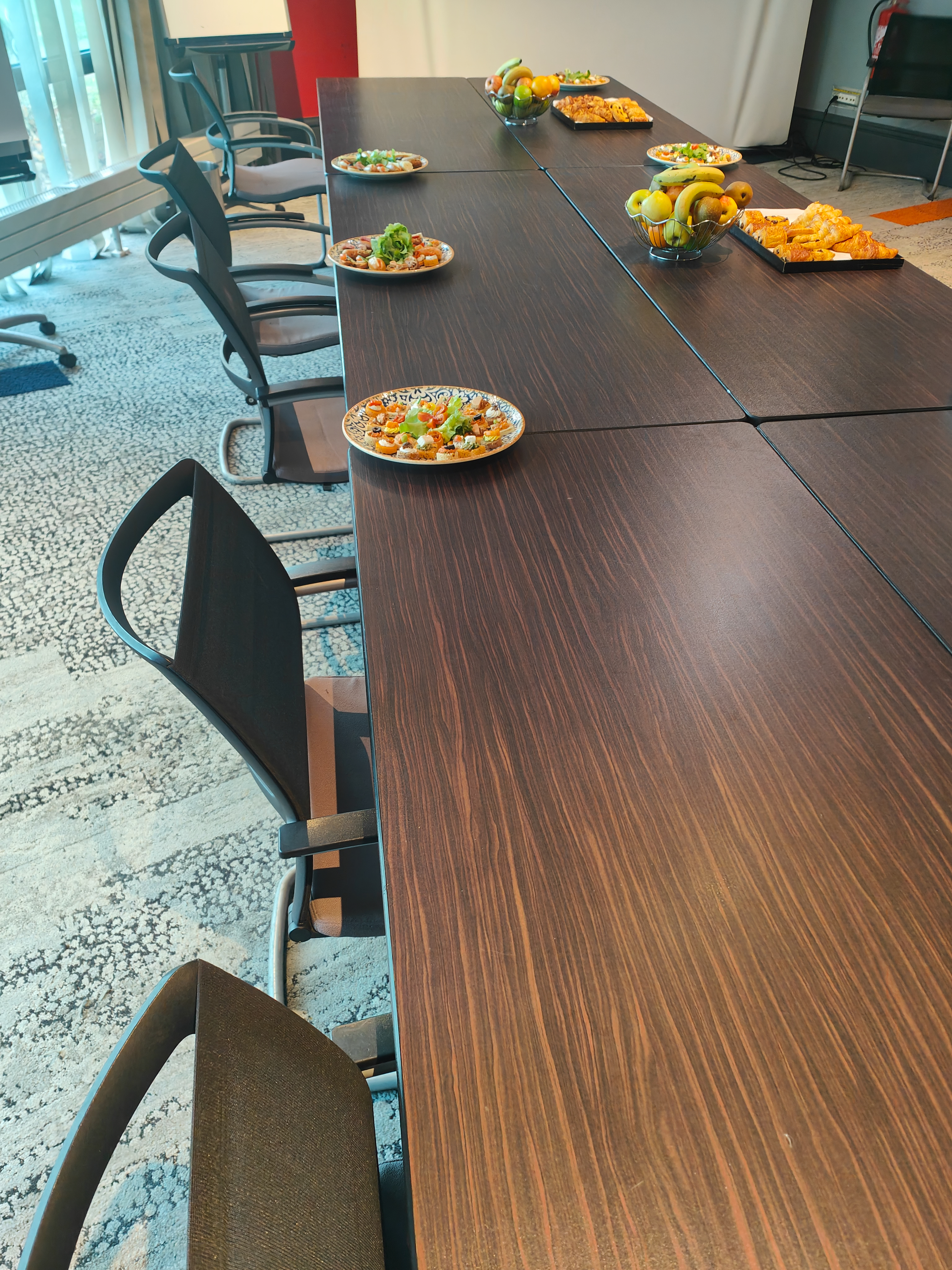
Buffet durante las negociaciones sindicales en Francia para 2024

Existen muchas formas diferentes de ofrecer a los comensales una selección de alimentos, denominadas comidas estilo “buffet”. Algunos buffets son de "una sola entrada", pero la mayoría permiten que el comensal pruebe primero pequeñas muestras de alimentos desconocidos y luego regrese por más porciones si lo desea. Para evitar malentendidos en los establecimientos de comida comerciales, las reglas y los cargos a menudo se publican en carteles cerca de las mesas donde se sirve el buffet.
- Una forma de buffet es tener un mostrador o mesa llena de platos que contienen porciones fijas de comida; los clientes seleccionan platos que contienen los platos que desean a medida que caminan. La exhibición de alimentos puede estar atendida por personal o los clientes pueden recoger ellos mismos los platos de comida. Esta forma se ve más comúnmente en las cafeterías. Otro derivado de este tipo de buffet es cuando los clientes eligen la comida de un menú estilo buffet y luego pagan según lo elegido (a veces según el peso de la comida o platos codificados por colores).
- Una variación ocurre en un restaurante de dim sum, dónde los clientes sentados hacen sus selecciones de carritos con ruedas que contienen diferentes platos de comida que el personal hace circular por el restaurante. Otra variante es un restaurante de sushi con cinta transportadora, donde los clientes sentados seleccionan platos de una cinta transportadora en continuo movimiento que transporta una variedad de alimentos. En otra variante, los bufés brasileños de estilo rodízio cuentan con camareros o mozos itinerantes que sirven churrascaria a la parrilla en brochetas grandes directamente en los platos de los comensales sentados.[7] En Brasil, el estilo rodízio a veces también se encuentra en Italia (son especialmente comunes los restaurantes que sirven pizza), y más recientemente en los restaurantes japoneses, y también en otros tipos de comidas.[8][9]
- El tenedor libre: los clientes pagan una tarifa fija y luego pueden servirse tanta comida como deseen en una sola comida. Esta forma la encontramos a menudo en restaurantes, especialmente en hoteles. En algunos países, este formato es popular para los buffets de "brunch dominical".
- El formato llamado buffet de barbacoa mongola permite a los comensales recoger diversos alimentos crudos cortados en rodajas finas y añadirles condimentos, que luego son salteados en una plancha grande por un cocinero del restaurante.
- Algunos restaurantes de hot pot ofrecen buffets con todo lo que pueda comer, en los que los comensales se reúnen directamente o piden platos de alimentos crudos condimentados y cortados en finas rodajas, y los cocinan en ollas de sopa hirviendo en sus mesas.
- En las tiendas de delicatessen y supermercados se suele ofrecer un bufé de ensaladas, en la que los clientes se sirven lechuga y otros ingredientes de la ensalada para luego pagar por peso. Ocasionalmente solo se ofrecen alimentos fríos, pero a menudo también se pueden conseguir alimentos calentados o calientes en una "barra de alimentos calientes", posiblemente a un precio diferente por peso.
- Los bufés abiertos suelen estar asociados a algún tipo de celebración y es posible que no haya un cargo explícito o que el costo esté incluido en el precio de entrada a todo el evento. Las inauguraciones de exposiciones de arte en galerías y museos suelen ir acompañadas de un modesto bufé para los invitados.

Como compromiso entre el autoservicio y el servicio de mesa completo, se puede ofrecer un buffet con personal: los comensales llevan su propio plato o bandeja a lo largo de la línea de buffet y un camarero en cada estación les entrega una porción, que el comensal puede seleccionar o no. Este método prevalece en reuniones con servicio de catering donde los comensales no pagan específicamente por su comida.
Como alternativa, los comensales pueden servirse ellos mismos la mayoría de las selecciones preparadas, pero hay una estación de carvery para carnes asadas a disposición. Algunos formatos de buffet también cuentan con estaciones con personal donde se preparan crepes, tortillas francesas, sopas de fideos, carnes a la parrilla, o sushi a pedido de cada comensal.

## Tenedor libre

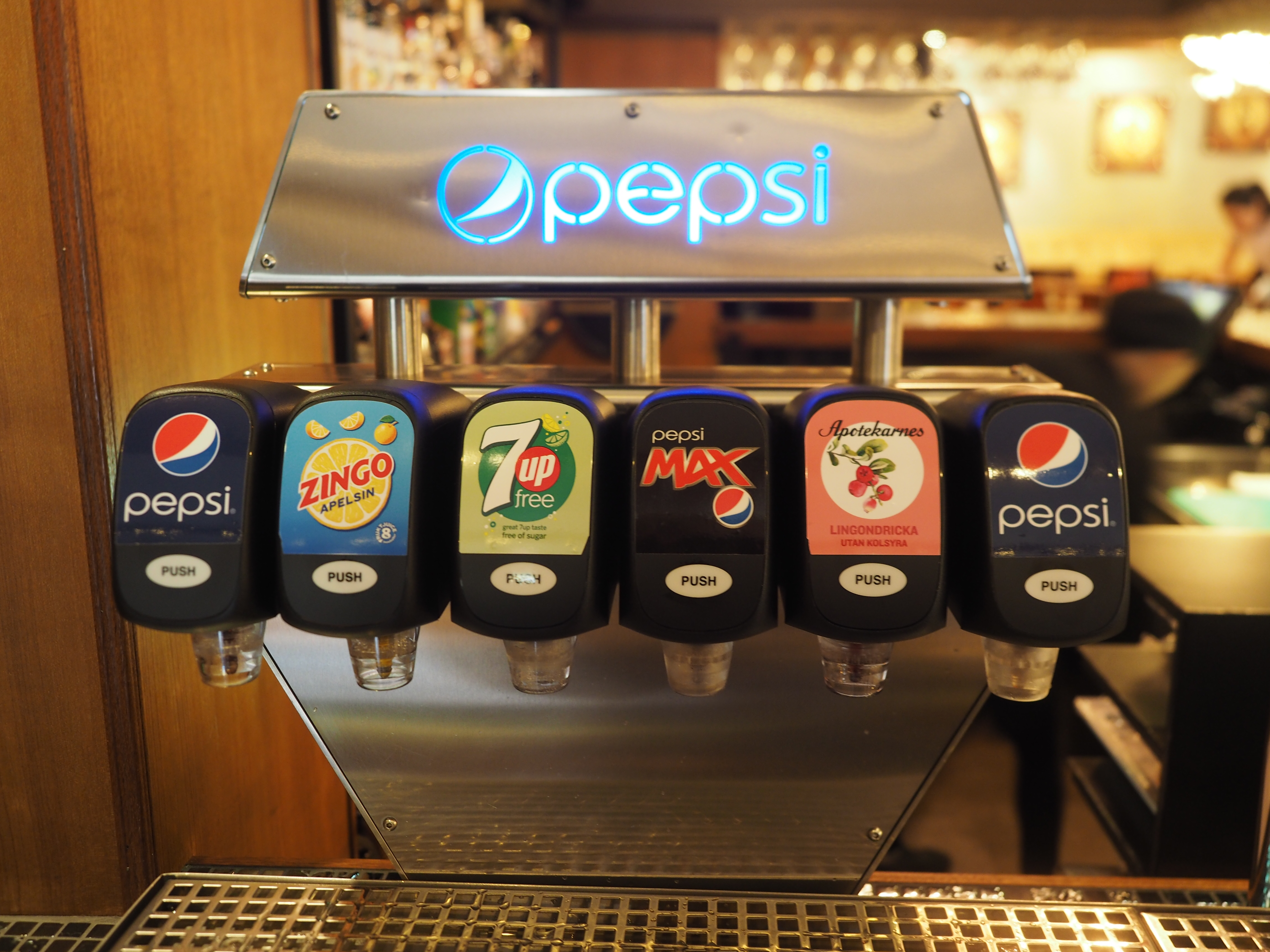
La mayoría de los buffets ofrecen agua y otros refrescos sin límite, pero cobran extra por las bebidas alcohólicas.

En 1946 Herbert "Herb" Cobb McDonald introdujo en Las Vegas el restaurante all-you-can-eat restaurant (restaurante de tenedor libre). El buffet se anunciaba en volantes por sólo un dólar, y un cliente podía comer "toda variedad posible de platos calientes y fríos para apaciguar al coyote aullante en sus entrañas".
Muchos internados, colegios y universidades ofrecen "planes de comidas" opcionales u obligatorios, especialmente en relación con los dormitorios para estudiantes. Estos suelen tener un formato de buffet libre, a veces llamado "todo lo que pueda comer" para fomentar la moderación dietética. El formato también puede utilizarse en otros entornos institucionales, como bases militares, grandes fábricas, cruceros o prisiones de seguridad media.
En 2007, se introdujo en el Dodger Stadium la primera sección de asientos con "todo lo que pueda comer". La tendencia se extendió a 19 de los 30 parques de las grandes ligas en 2010, y a numerosos parques de las ligas menores en 2012. El menú básico incluye comida tradicional del estadio, como perritos calientes, nachos, cacahuetes, palomitas de maíz y refrescos. En 2008, también se inauguraron asientos tipo buffet en numerosos estadios de la NBA y la NHL.
Algunos restaurantes buffet intentan reducir el desperdicio de alimentos imponiendo multas a los clientes que toman grandes cantidades de comida y luego la desechan sin consumir.

## Restaurantes Buffets

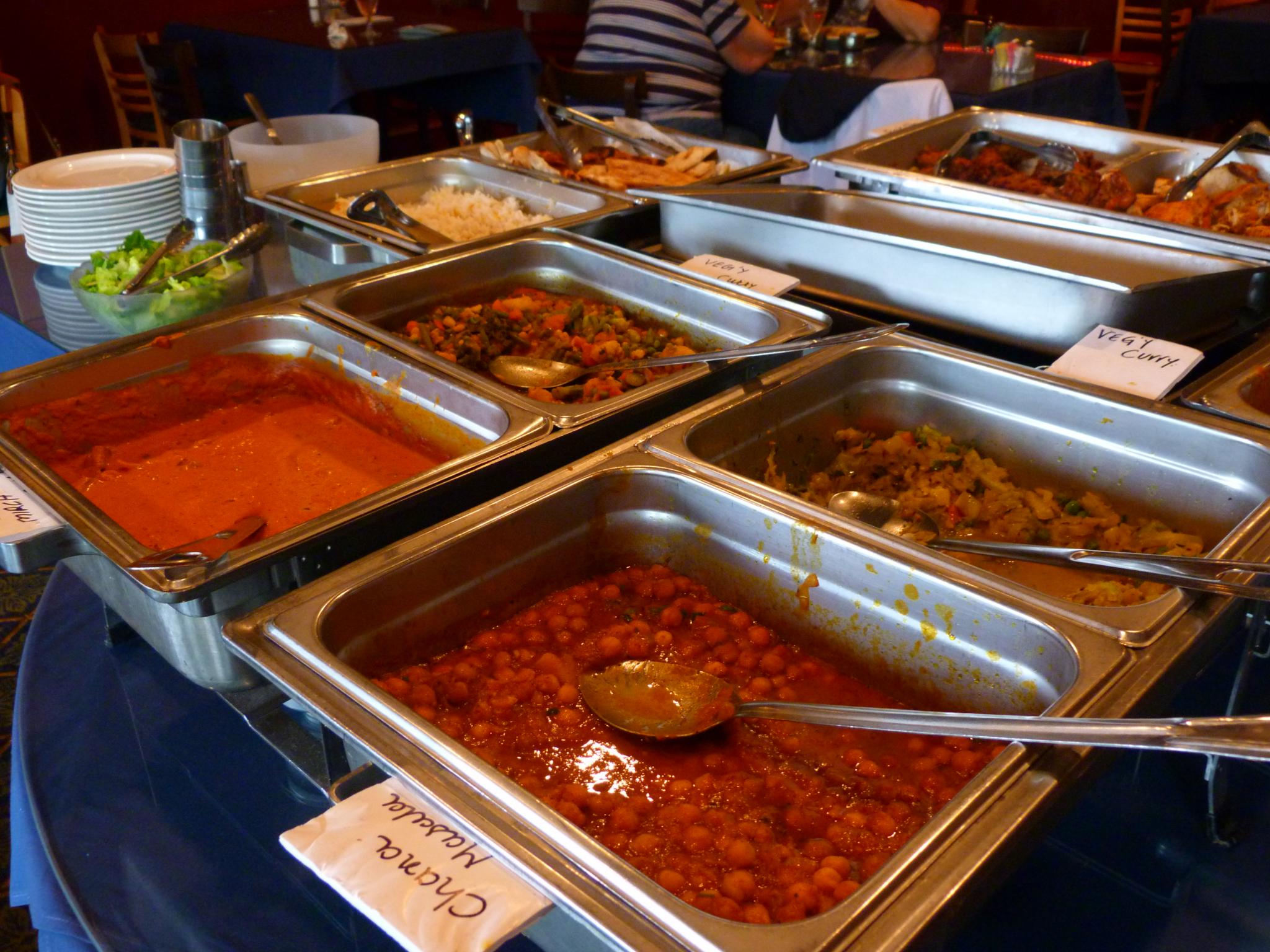
Buffet al estilo del norte de la India

En Australia, cadenas de buffet como Sizzler atienden a un gran número de clientes con carnes asadas, mariscos, ensaladas y postres. Los operadores de cruceros en Sydney realizan cruceros turísticos por el puerto de Sydney con bufés continentales y múltiples opciones de mariscos. Los buffets también son comunes en los clubes de la Liga de Regresados y en Servicio de Australia (RSL) y en algunos restaurantes de moteles.
En Brasil, son comunes los restaurantes de comida a quilo o comida por quilo. Se trata de un buffet tipo cafetería en el que se factura a los comensales por el peso de la comida seleccionada, excluyendo la tara del plato. El estilo rodízio de la cocina brasileña es de "todo lo que pueda comer", con variantes de autoservicio y de no autoservicio.
En Hong Kong, el buffet cha chaan teng es una variante relativamente nueva de los tradicionales restaurantes chinos de aperitivos y cafeterías de bajo coste.
En Japón, un buffet o mezcla heterogénea se conoce como vikingo (バイキング - baikingu). Se dice que esto se originó en el restaurante “Imperial Viking” del Hotel Imperial de Tokio, que fue el primer restaurante en Japón en servir comidas estilo buffet. En Japón son muy populares los postres vikingos, donde se puede comer de un buffet repleto de postres.
En Suecia, una forma tradicional de buffet es el smörgåsbord, que literalmente significa "mesa de sándwiches".
En Argentina en general y particularmente en Buenos Aires, se denomina tradicionalmente «buffet» al local en el cual en los clubes se despachan alimentos y bebidas, se sirven comidas o se brindan terceros tiempos.

### Estados Unidos

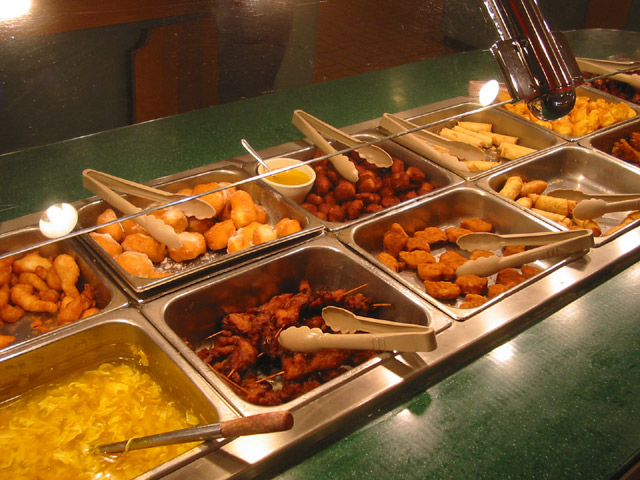
Una pequeña selección de buffet chino-americano

En Estados Unidos hay numerosos restaurantes tipo buffet inspirados en la cocina chino-estadounidense, así como otros que sirven principalmente comida tradicional estadounidense. Además, la cocina del sur de Asia (especialmente en los restaurantes indios), la cocina panasiática y la cocina mediterránea están cada vez más disponibles en formato buffet, y el sushi también se ha vuelto más popular en los buffets. En algunas regiones de los EE. UU. se están volviendo populares los buffets de barbacoa de churrasquería al estilo brasileño servidos al estilo rodízio.
Las Vegas y Atlantic City son famosas por sus bufés con una amplia variedad de comidas, y otros similares se han vuelto comunes en los casinos de otras partes de Estados Unidos.
En 2019, las ventas de comida tipo buffet en los EE. UU. se estimaron en 5 mil millones de dólares, aproximadamente el 1% del negocio total de los restaurantes ese año.

## Galería

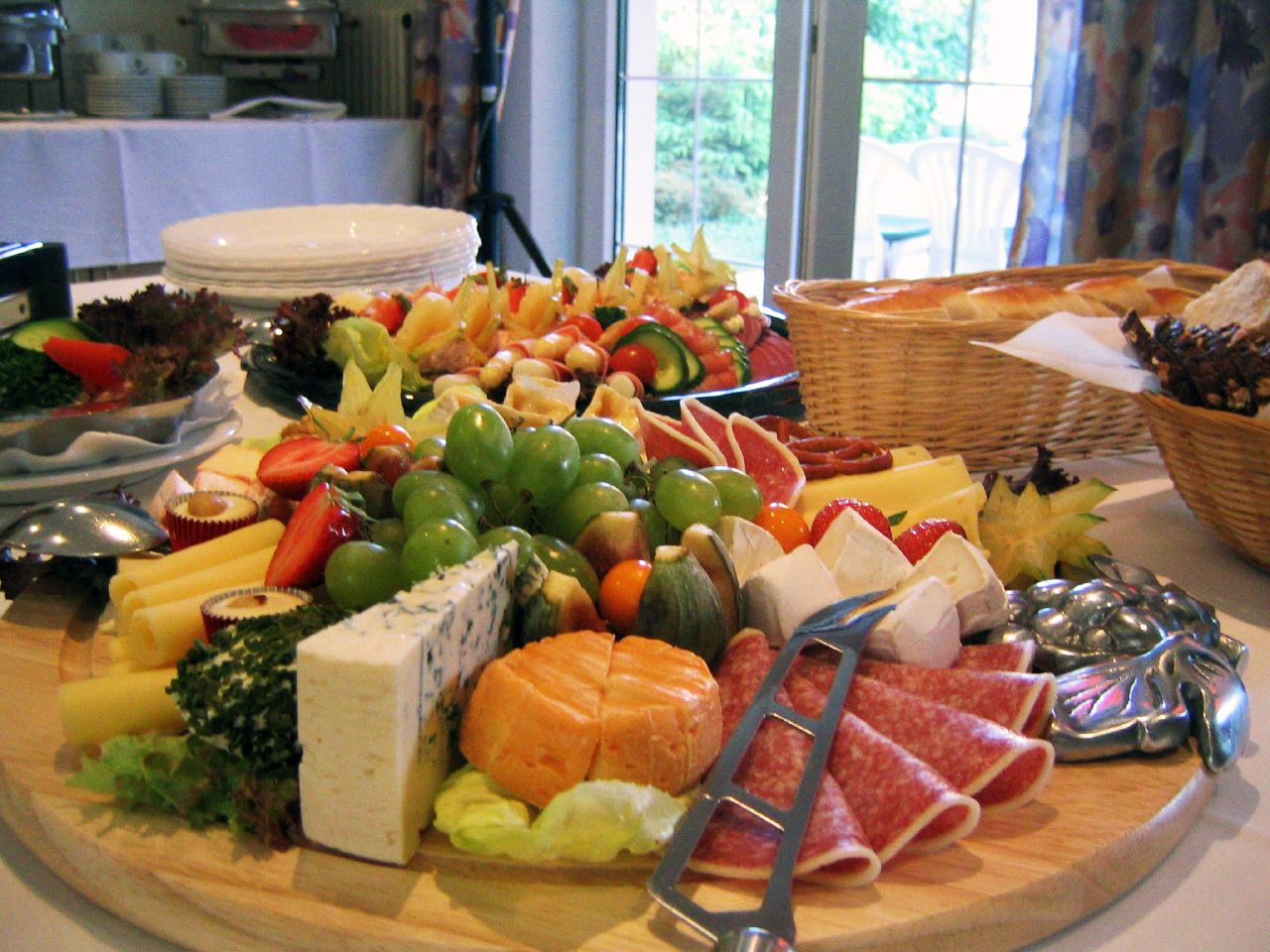
Jamón y queso en un desayuno buffet alemán
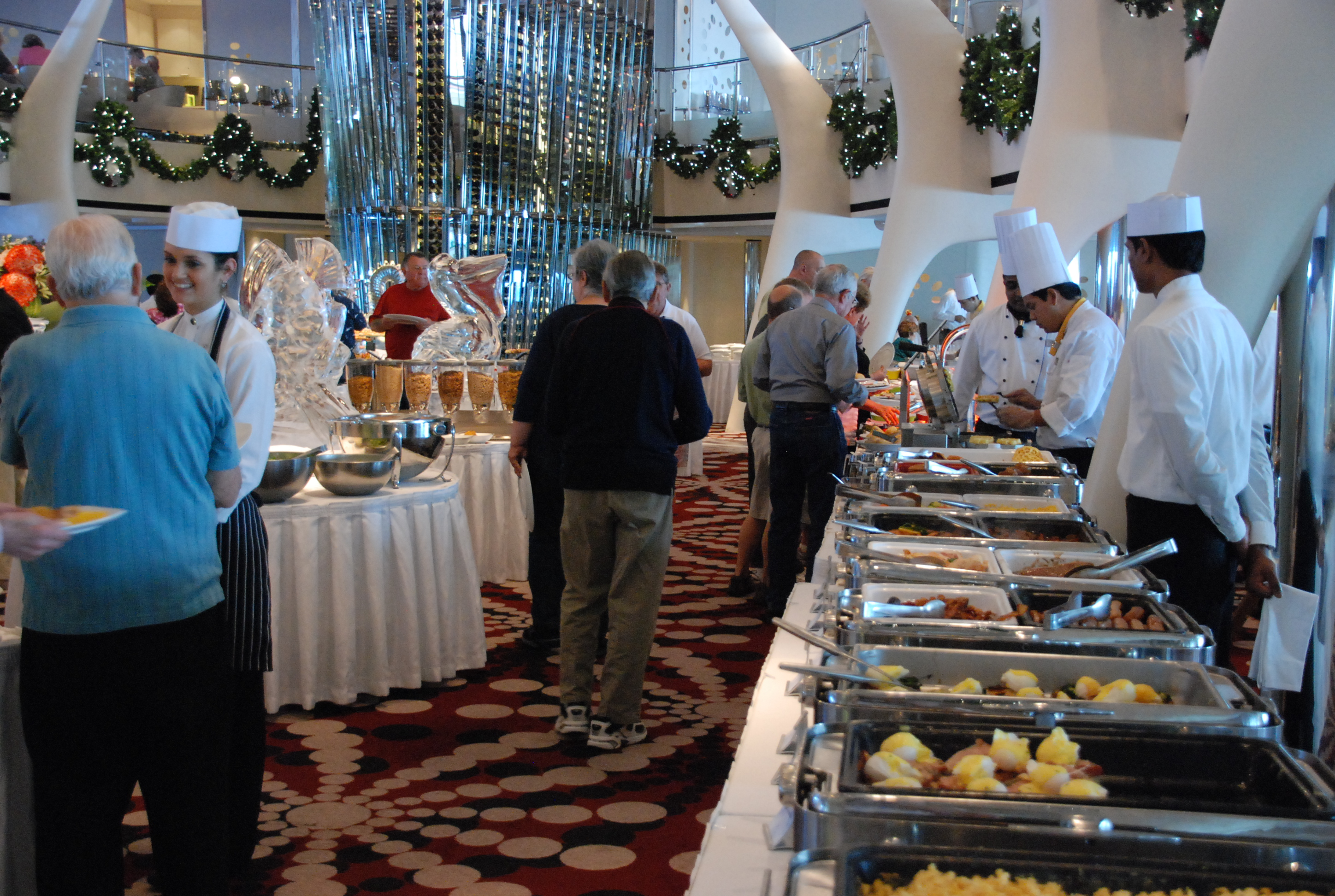
Línea de buffet caliente con personal a bordo del crucero Celebrity Equinox
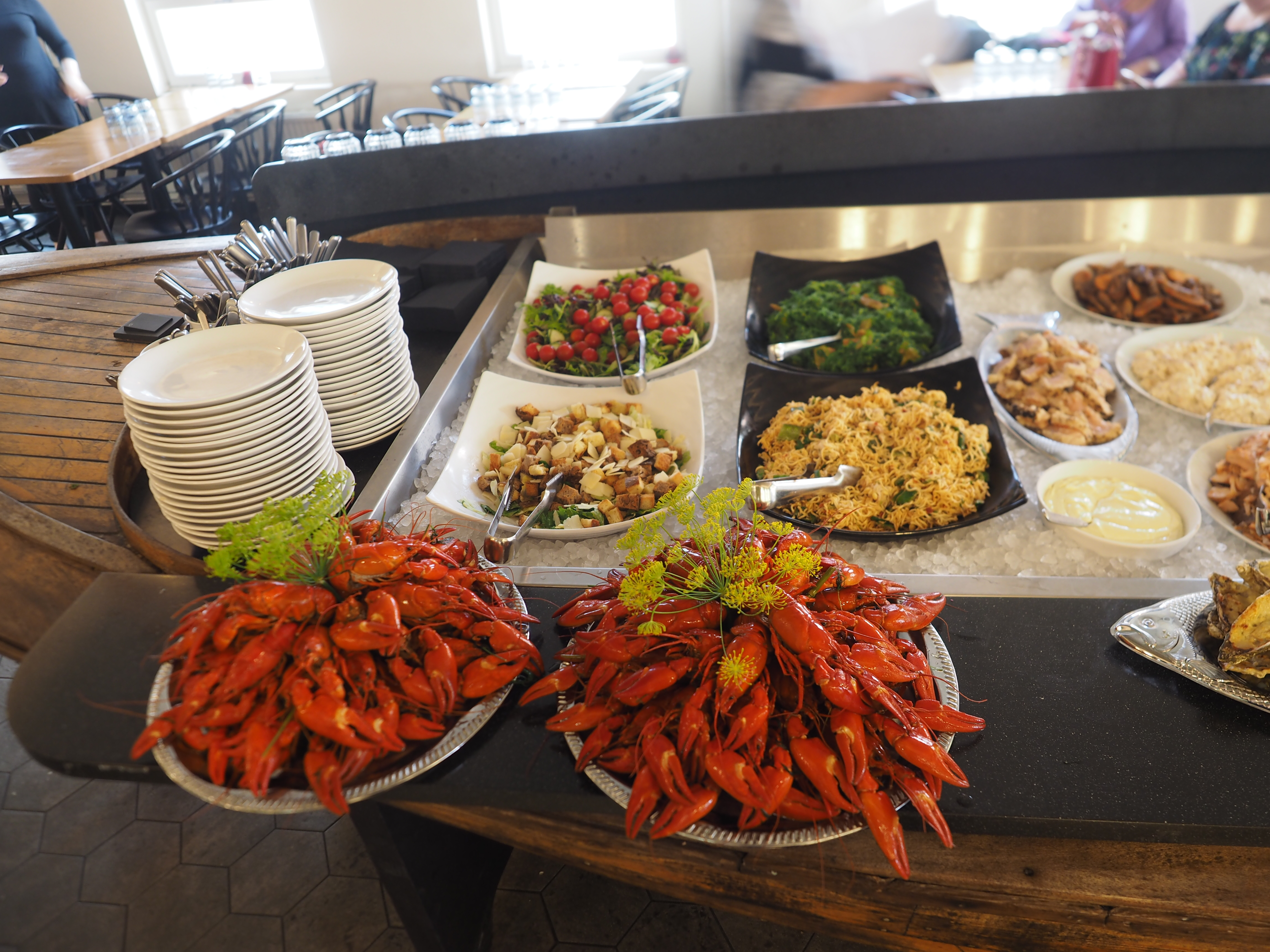
Un buffet de cangrejos en el restaurante Tukkutorin kala en Kalasatama, Helsinki, Finlandia
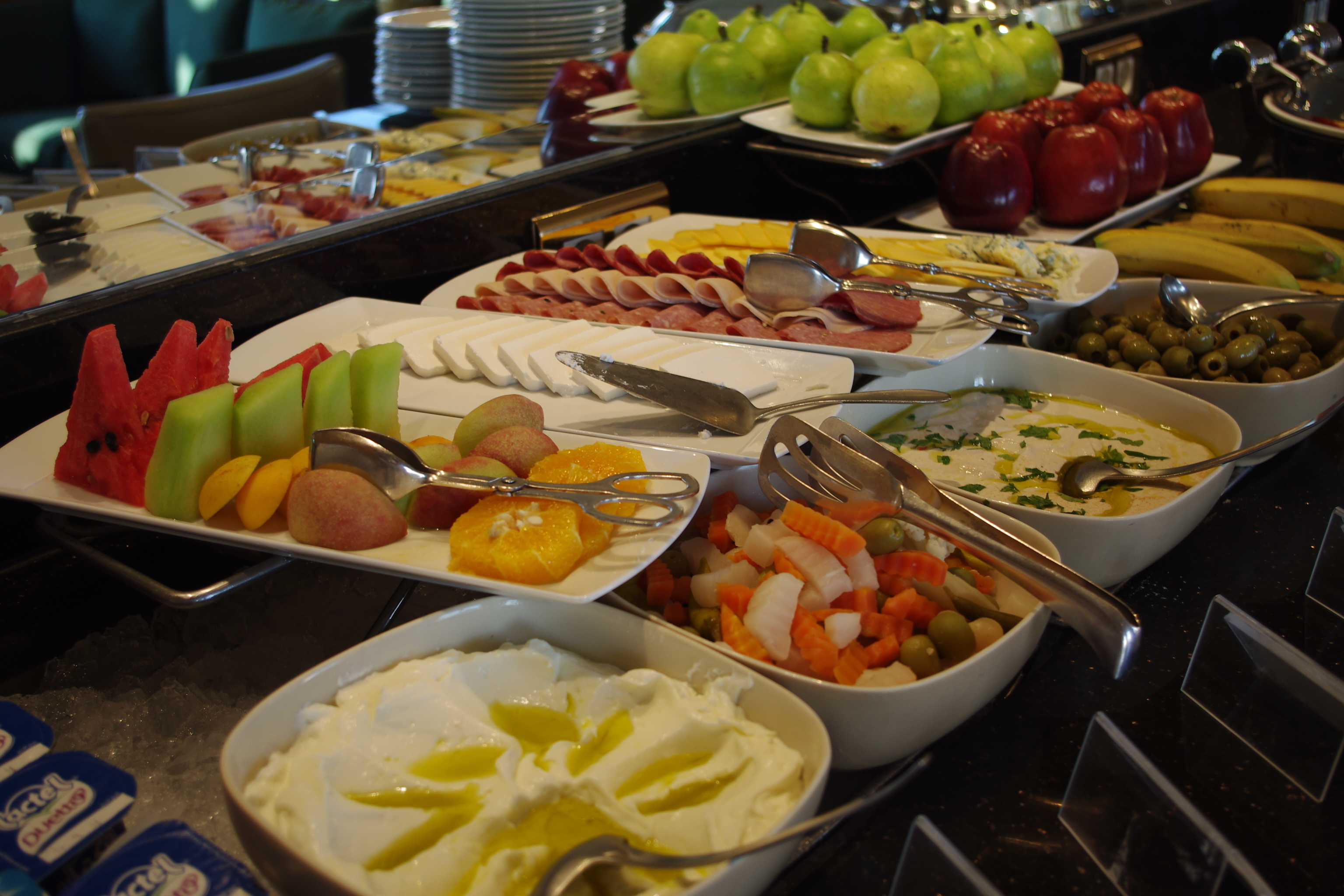
Desayuno buffet
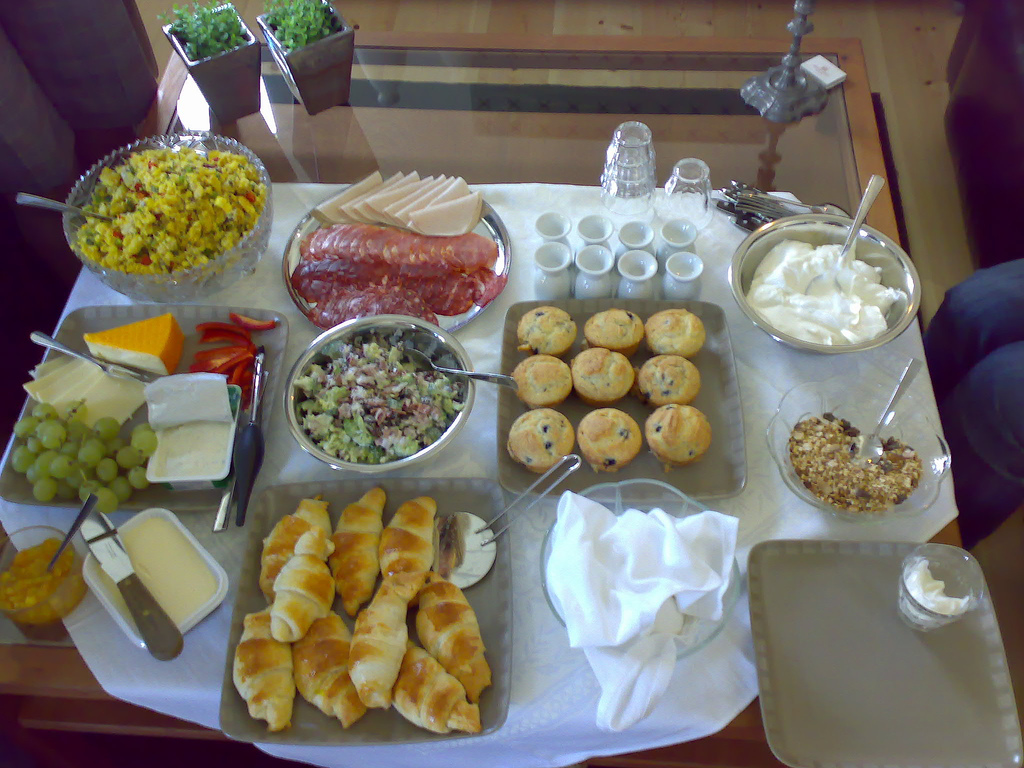
Bufé de brunch
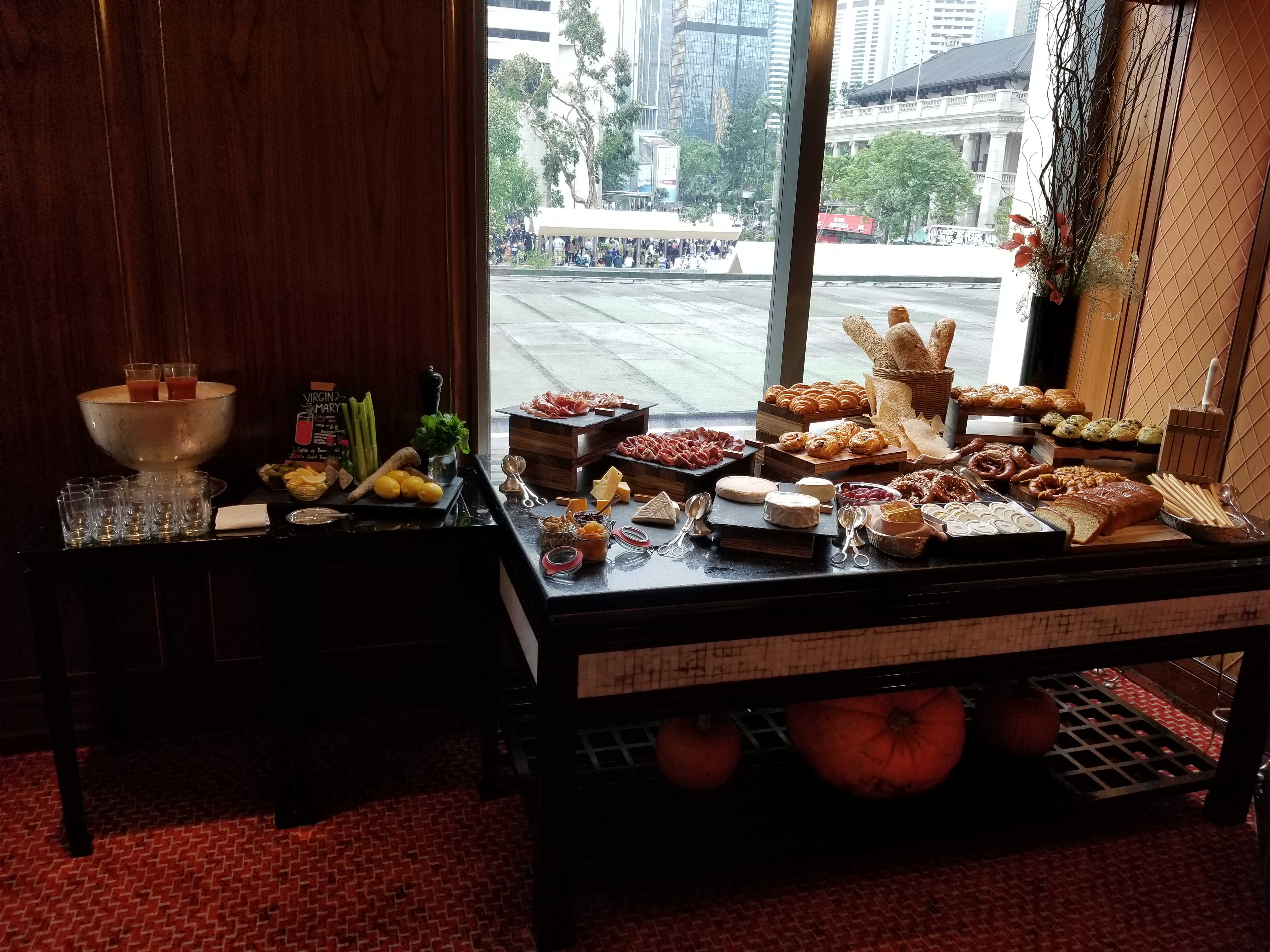
Estación de quesos, embutidos y pan en el buffet de brunch.
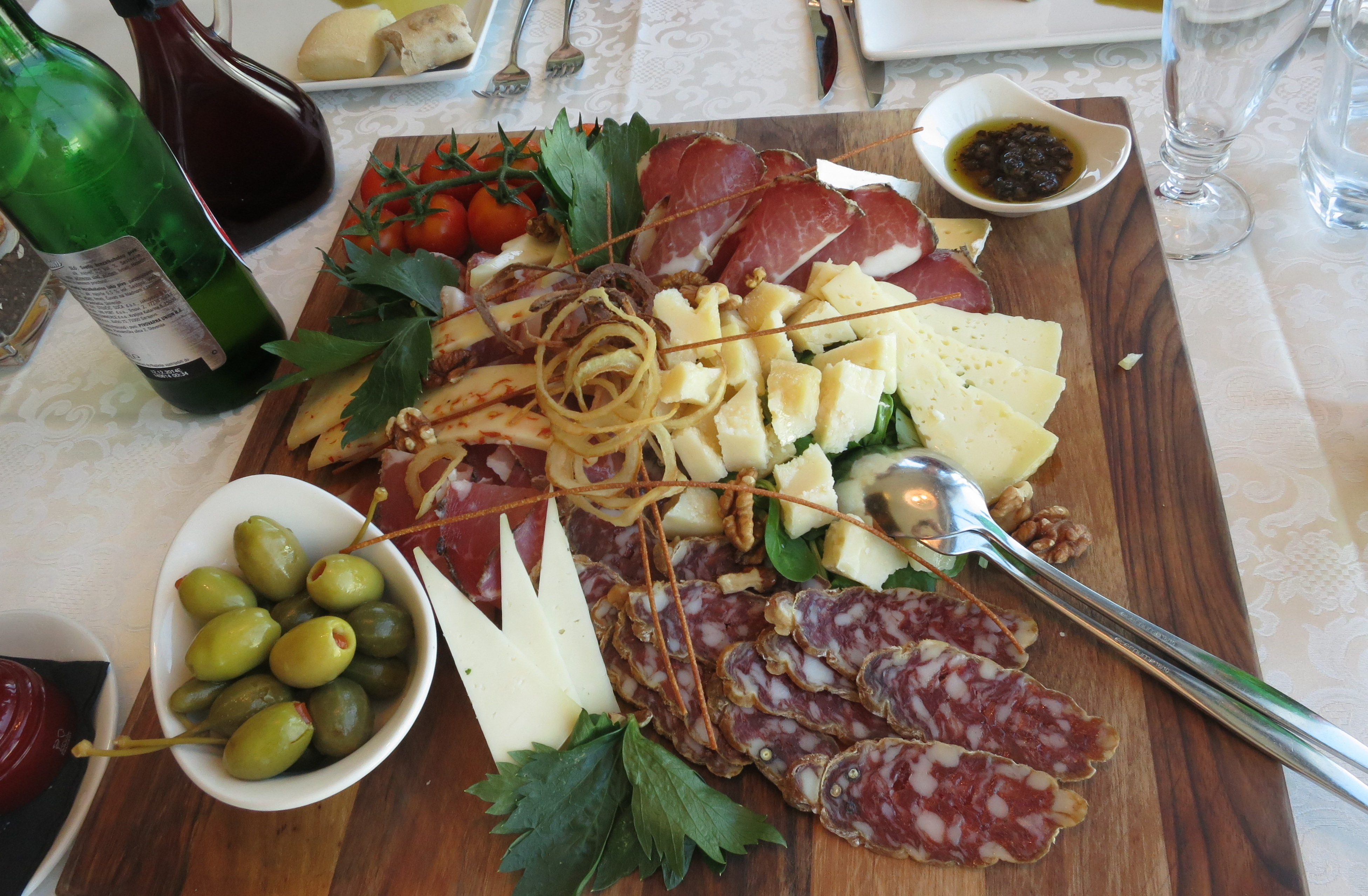
A platter of lunch meat and cheeses in Slovenia
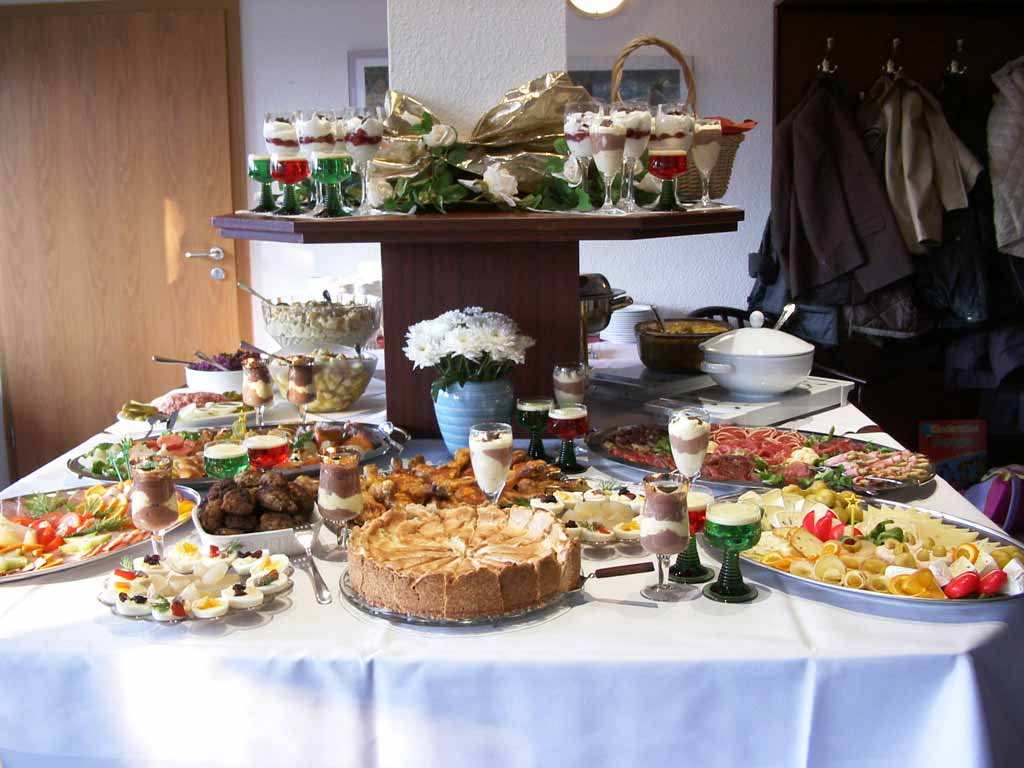
Cena buffet al estilo alemán
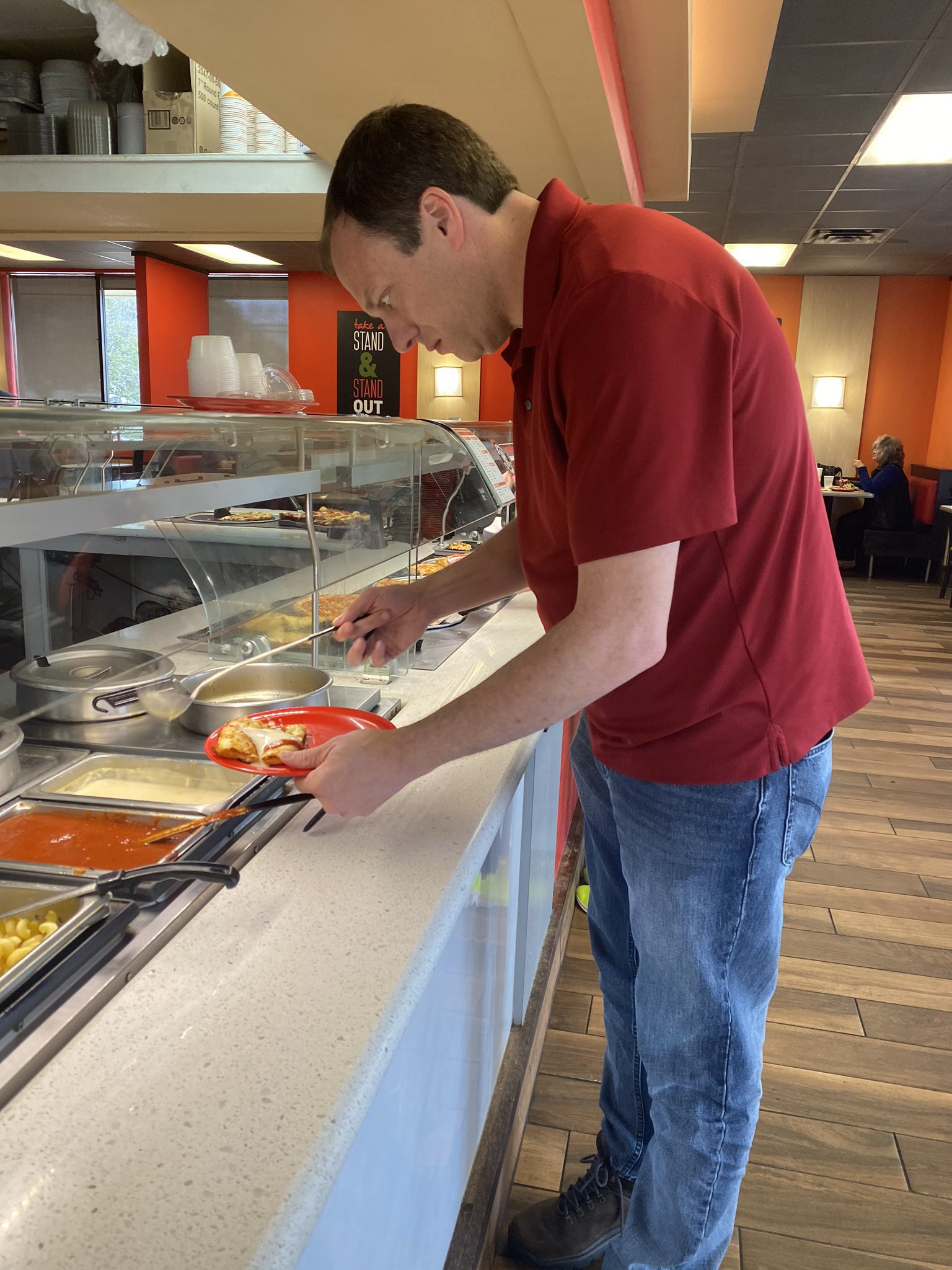
Buffet autoservicio estilo cafetería
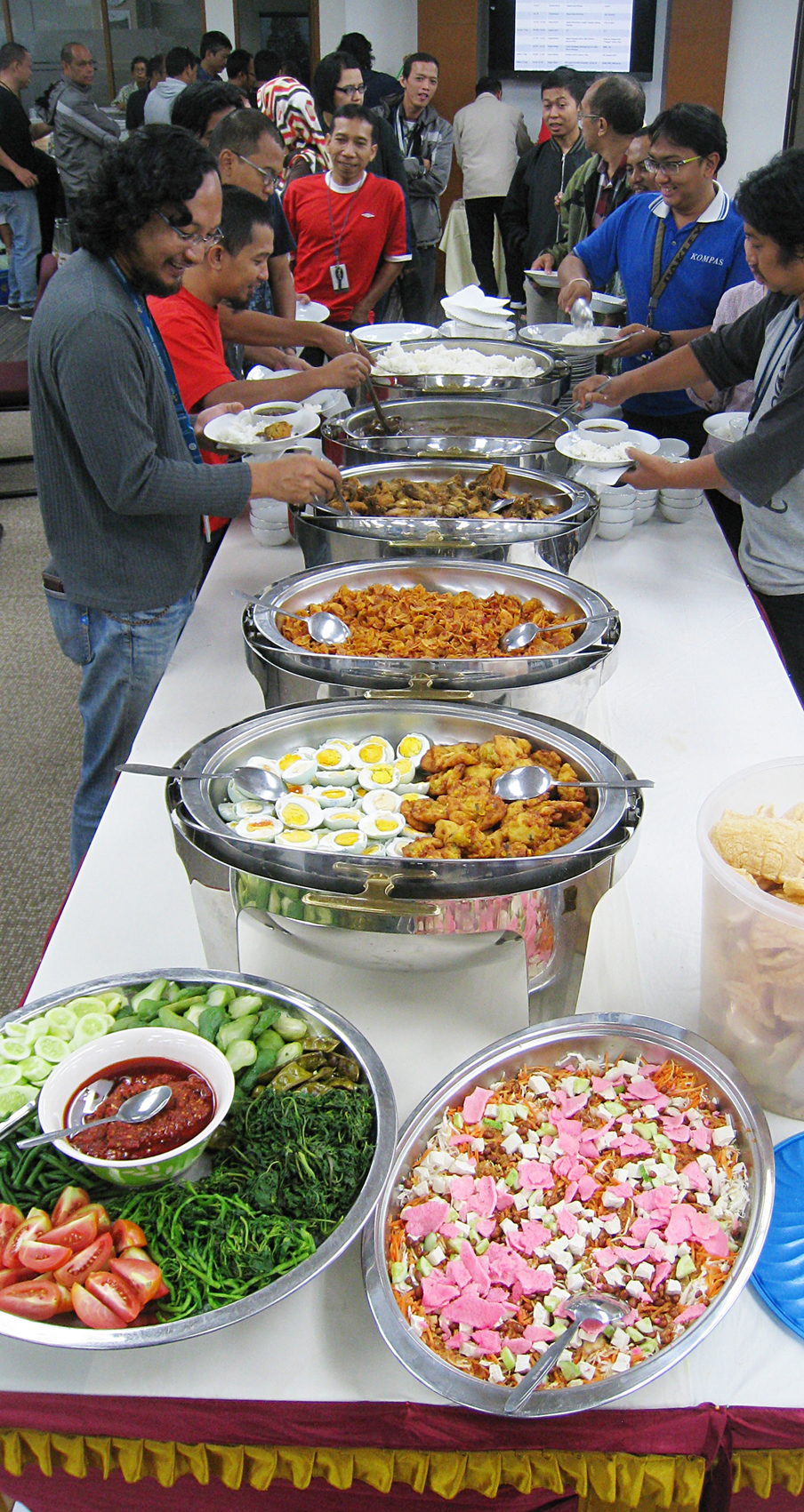
Prasmanan, buffet al estilo indonesio

## Lectura adicional
- Peck, Carole (1997). The Buffet Book: Inspired Ideas for New-Style Entertaining, with 175 Recipes. Viking. ISBN 0-670-86516-8. (requiere registro).
- Novel Touches for Buffet Service. Popular Mechanics. Agosto de 1945. pp. 89-90. Consultado el 26 de agosto de 2020.
- Von Welanetz Wentworth, Diana; Paul Von Welanetz (1978). The Art of Buffet Entertaining. Los Angeles: J. P. Tarcher. ISBN 0-87477-080-7.